# Bitva u Zámostí
Bitva u Zámostí byla menším bitevním střetem mezi jednotkou jihočeských šlechticů Jindřicha II. z Hradce a Petra ze Šternberka s oddíly Viléma z Landštejna a rakouského šlechtice Eberharda VIII. z Valsy (von Wallsee) ve sporech o majetek či politický vliv v oblasti. Odehrála se 16. listopadu 1351 nedaleko hradu Hluboká a přilehlé osady Zámostí, v jižních Čechách. Skončila porážkou Jindřicha z Hradce a rozpoutala krátké období regionálních bojů ukončených v únoru 1352 vojenským zásahem římského císaře a českého krále Karla IV.
Jednalo se o jeden z mála otevřených bojových střetů v českých zemích během poměrně pokojné Karlovy vlády, která trvala až do roku 1378.

## Pozadí
Jindřich již od mládí věrně sloužil ve službách českého krále: účastnil se různých tažení Jana Lucemburského, a také tažení Karla IV. roku 1347 do Bavorska. Za své služby byl panovníkem roku 1349 odměněn potvrzením dědičné držby vsi Mladoňovice, která byla původně zeměpanským lénem. Zároveň je uváděn jako věřitel krále, který mu roku 1350 zastavil jisté majetky. Ten samý rok (22. července 1350) jmenoval Karel IV. Jindřicha spolu s Joštem z Rožmberka poprávcem v plzeňské provincii. V této funkci řešil společně s Rúsem z Litic hraniční spory s Oldřichem a Janem z Leuchtenberka, kteří byli i jeho švagry. Ještě 17. března roku 1351 byl Jindřich přísedícím na zemském soudě.

## Bitva

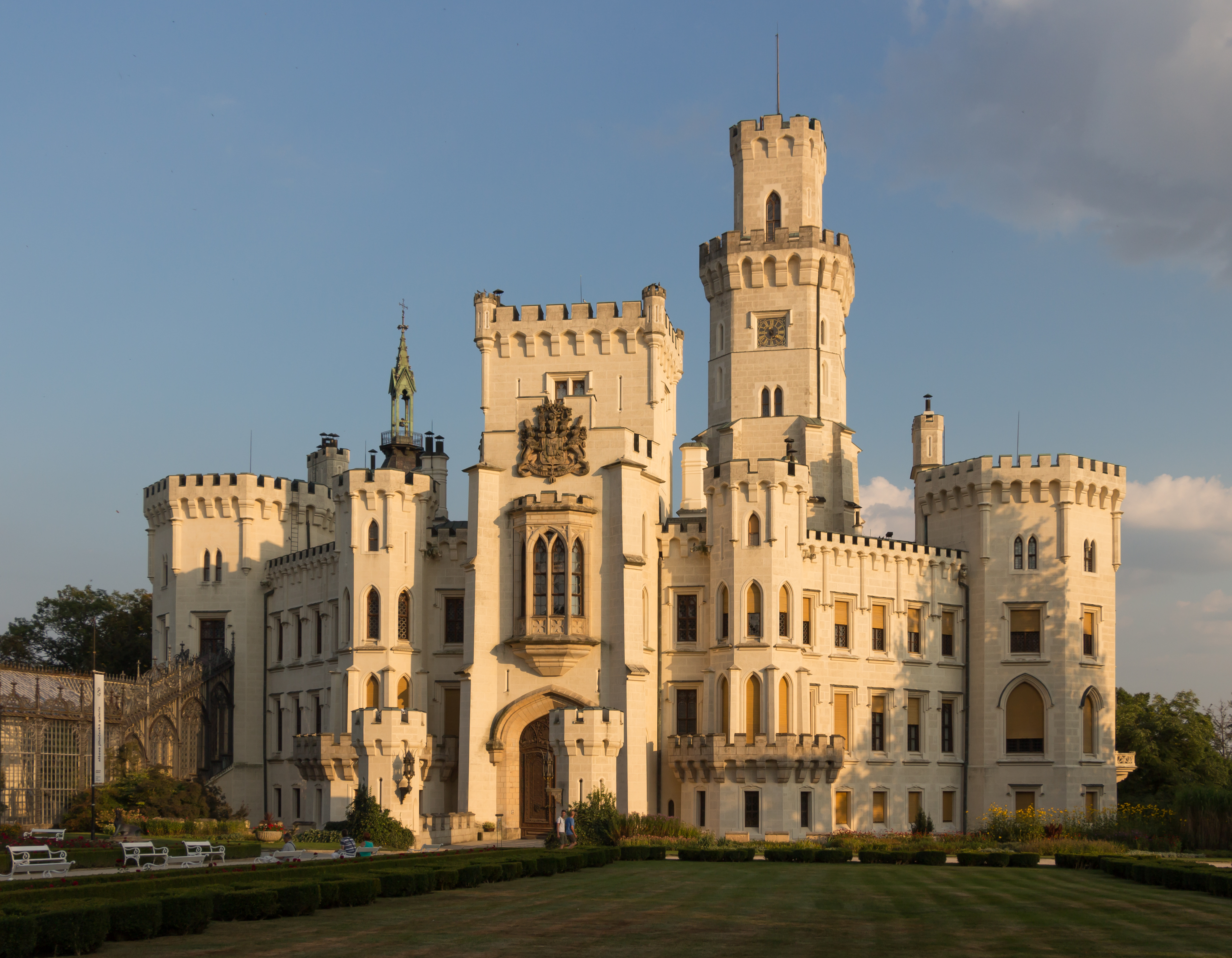
Zámek Hluboká nad Vltavou, vzniklý četnými přestavbami z někdejšího gotického hradu

Z neznámých důvodů se pak Jindřich dostal do sporu s Eberhardem VIII. z Valsy († 17. června 1363), majitelem statků v česko-rakouském pohraničí. V doprovodu 70 jezdců Jindřich vpadl do Rakous a způsobil tam mnohé škody. Po návratu do Čech se jeho voj spojil s Petrem ze Šternberka, který mu přišel na pomoc se svými 30 jezdci. Ke stíhání loupežné výpravy se jal Vilém z Landštejna, pán na hradě Landštejn, podpořený rakouskými vojáky, kteří Jindřicha z Rakous patrně pronásledovali. Oba vojenské oddíly se pak 16. listopadu 1351 střety v bitvě u Zámostí, osady na protějším břehu hradu Hluboká, kde byli Jindřich a Petr poraženi oddíly pána z Landštejna a Rakušany, které je napadly zezadu. Samotný Eberhardt se střetu patrně neúčastnil. Jezdectvo Jindřicha a Petra utrpělo vážné ztráty (padlo přibližně 100 jezdců), Jindřich byl po bitvě zajat a odveden na rakouský hrad Potenstein.
Za předpokladu, že Landštejnovy oddíly útočily v přesile, mohlo se střetu této velikosti celkem účastnit maximálně 200–300 bojovníků.

## Hodnocení bitvy
Z hlediska historického kontextu se jednalo o menší a méně významné střetnutí mocných regionálních šlechticů, přesto takovéto střety, nabývající kontur velkých polních bitev, nebyly ve středověkém válečnictví zcela běžné.
K Jindřichově propuštění došlo až po vyplacení 2000 kop grošů. Na jeho stranu se následně postavili též jeho švagr Jošt z Rožmberka, Jindřich z Michalovic a Petrův otec Štěpán ze Šternberka. Bratři z Hradce mezitím museli 24. května prodat bratrům z Rožmberka městečko Sedlčany a vsi Příčovy, Břekovou Lhotu, Dublovice, Líchovy, Velkou a Malou Jezvinu a Chramosty, aby si opatřili 2000 kop grošů pro výkup Jindřicha ze zajetí. Karel IV. nakonec osobně zasáhl ve prospěch Viléma z Landštejna. Dobyl některé rožmberské hrady v Podbrdsku a v únoru 1352 táhl demonstrativně jižními Čechami (pořadí zásahů není jisté). Dne 2. května roku 1352 vynesl král smírčí výrok. 
Jindřich a jeho bratři se brzy dočkali milosti Karla IV. Král jim v roce 1353 udělil právo dědit po jejich nejmladším bratru Heřmanovi, jehož dědictví si měli rozdělit rovným dílem. Naopak ale přišli o zastavené Domažlice. Spor Jindřicha z Hradce a Viléma z Landštejna rozhodl Karel IV. v Praze 12. června roku 1354. Pravděpodobně kvůli úhradě škod prodal Jindřich bratrům z Rožmberka za 1902 kop grošů svůj podíl na Zálší, Mažicích, Borkovicích, Svinech, Vlastiboři a Svinkách, který předtím koupil od svých bratrů. V letech 1354–1355 se Jindřich účastnil Karlovy korunovační cesty do Říma. Během této cesty se okolo 20. května roku 1355 vyznamenal při povstání v Pise. V přítomnosti císaře pobýval i v červnu v Norimberku a v srpnu v Praze a znovu pak roku 1356 v Brně.